# Hesperidengärten
Hesperidengärten – barokowe ogrody w Norymberdze w dzielnicy St. Johannis, założone w XIV wieku. W XVII wieku w dzielnicy było ponad 360 barokowych ogrodów. Do teraz zachowało się ich kilka.

## Źródła
- Nehring, Dorothee: Die Hesperidengärten in Nürnbergs Stadtteil St. Johannis. Verlag Universitätsbuchhandlung Korn & Berg, Nürnberg, 1985, ISBN 3-87432-099-5.